# 中華民國政務委員列表
中華民國行政院政務委員，人數為7至9人。

## 總統蔣中正時期

### 翁文灝內閣(民國37年5月31日-)
- 鄭振文 先生 （任期：37.05.31 - 37.07.10）
- 雷　震 先生 （任期：37.05.31 - 37.12.22）
- 董顯光 先生 （任期：37.05.31 - 37.12.22）
- 林可璣 先生 （任期：37.07.10 - 37.12.22）
- 何浩若 先生 （任期：37.10.05 - 37.12.22）
- 劉靜遠 先生 （任期：37.07.10 - 37.12.22）
- 王　徵 先生 （任期：37.06.15 - 37.10.05）
- 楊永浚 先生 （任期：37.05.31 - 37.07.10）

### 第二次孫科內閣(民國37年12月22日 -)
- 張　群 先生 （任期：37.12.22 - 38.03.21）
- 翁文灝 先生 （任期：37.12.22 - 38.03.21）
- 張治中 先生 （任期：37.12.22 - 38.03.21）
- 陳立夫 先生 （任期：37.12.22 - 38.03.21）
- 朱家驊 先生 （任期：37.12.22 - 38.03.21）
- 張厲生 先生 （任期：37.12.22 - 38.03.21）
- 林可璣 先生 （任期：37.12.25 - 38.03.21）

### 何應欽內閣(民國38年3月21日 -)
- 張羣 先生 （任期：38.03.21 - 38.06.12）
- 莫德惠 先生 （任期：38.03.21 - 38.06.12）
- 張治中 先生 （任期：38.03.21 - 38.06.12）
- 朱家驊 先生 （任期：38.03.21 - 38.06.12）
- 賀耀祖 先生 （任期：38.03.21 - 38.06.12）

### 閻錫山內閣(民國38年6月12日 -)
- 黃少谷 先生 （任期：38.06.12 - 39.03.10）
- 萬鴻圖 先生 （任期：38.06.12 - 39.03.10）
- 劉航琛 先生 （任期：39.01.27 - 39.03.10）
- 張羣 先生 （任期：38.06.12 - 39.03.10）
- 吳鐵城 先生 （任期：38.06.12 - 39.03.10）
- 陳立夫 先生 （任期：38.06.12 - 39.03.10）
- 徐永昌 先生 （任期：38.06.12 - 39.01.27）

### 第一次陳誠內閣(1950年3月12日 - )
- 蔡培火 先生 （任期：39.03.12 - 43.06.01）
- 董文琦 先生 （任期：39.03.12 - 43.06.01）
- 吳國楨 先生 （任期：39.03.12 - 43.03.17）
- 王師曾 先生 （任期：39.03.12 - 43.01.23）
- 黃季陸 先生 （任期：39.03.12 - 41.04.17）→ 余井塘 先生 （任期：41.04.17 - 43.06.01）
- 田炯錦 先生 （任期：39.03.12 - 40.02.22）→ 黃少谷 先生 （任期：40.03.07 - 43.06.01）
- 楊毓滋 先生 （任期：39.03.12 - 39.10.10）→ 蔣勻田 先生 （任期：39.11.27 - 43.06.01）

### 俞鴻鈞內閣(1954年6月1日 -)
- 蔡培火 先生 （任期：43.06.01 - 47.07.15）
- 孟昭瓚 先生 （任期：43.06.01 - 47.07.15）
- 余井塘 先生 （任期：43.06.01 - 47.07.15）
- 黃季陸 先生 （任期：43.06.01 - 47.07.15）
- 田炯錦 先生 （任期：43.06.01 - 47.03.19）
- 嚴家淦 先生 （任期：46.08.08 - 47.03.19） （註：46年增任）

### 第二次陳誠內閣(民國47年7月15日 -)
- 薛岳 先生 （任期：47.07.15 - 52.12.16）
- 余井塘 先生 （任期：47.07.15 - 52.12.16）
- 蔡培火 先生 （任期：47.07.15 - 52.12.16）
- 蔣經國 先生 （任期：47.07.15 - 52.12.16）
- 葉公超 先生 （任期：50.11.18 - 52.12.16）（註：50年增任）
- 王世杰 先生 （任期：47.07.15 - 51.05.19）

### 嚴家淦內閣(1963年12月16日 -)
- 董文琦 先生 （任期：52.12.16 - 61.06.01）
- 葉公超 先生 （任期：52.12.16 - 61.06.01）
- 陳雪屏 先生 （任期：52.12.16 - 61.06.01）
- 蔣經國 先生 （任期：52.12.16 - 54.01.13） （註：54年接任中華民國國防部部長）
- 田炯錦 先生 （任期：52.12.16 - 59.07.15）
- 賀衷寒 先生 （任期：52.12.16 - 59.07.15）
- 蔡培火 先生 （任期：52.12.16 - 55.06.01）→ 連震東 先生 （任期：55.06.01 - 61.06.01）
- 俞大維 先生 （任期：54.01.13 - 55.06.01）→ 徐柏園 先生 （任期：55.06.01 - 58.04.29）→ 俞國華 先生 （任期：58.07.01 - 61.06.01）

### 蔣經國內閣(民國61年6月1日 - 民國67年6月1日)
- 俞國華 先生 （任期：61.06.01 - 67.06.01）
- 李登輝 先生 （任期：61.06.01 - 67.06.01）
- 葉公超 先生 （任期：61.06.01 - 67.06.01）
- 周書楷 先生 （任期：61.06.01 - 67.01.05）→ 陳奇祿 先生 （任期：67.01.05 - 67.06.01）
- 郭　澄 先生 （任期：61.06.01 - 65.06.01）→ 李國鼎 先生 （任期：65.06.01 - 67.06.01）
- 高玉樹 先生 （任期：65.06.01 - 67.06.01） （註：65年增任）
- 邱創煥 先生 （任期：65.06.01 - 67.06.01）（註：65年增任）

## 總統嚴家淦時期

### 蔣經國內閣(1972年6月1日 - 1978年6月1日)
- 俞國華 先生 （任期：61.06.01 - 67.06.01）
- 李登輝 先生 （任期：61.06.01 - 67.06.01）
- 葉公超 先生 （任期：61.06.01 - 67.06.01）
- 周書楷 先生 （任期：61.06.01 - 67.01.05）→ 陳奇祿 先生 （任期：67.01.05 - 67.06.01）
- 郭　澄 先生 （任期：61.06.01 - 65.06.01）→ 李國鼎 先生 （任期：65.06.01 - 67.06.01）
- 高玉樹 先生 （任期：65.06.01 - 67.06.01） （註：65年增任）
- 邱創煥 先生 （任期：65.06.01 - 67.06.01）（註：65年增任）

## 總統蔣經國時期

### 孫運璿內閣(1978年6月1日 -)
- 周宏濤 先生 （任期：67.06.01 - 73.06.01）
- 張豐緒 先生 （任期：67.06.01 - 73.06.01）
- 俞國華 先生 （任期：67.06.01 - 73.06.01）
- 李國鼎 先生 （任期：67.06.01 - 73.06.01）
- 高玉樹 先生 （任期：67.06.01 - 73.06.01）
- 陳奇祿 先生 （任期：67.06.01 - 70.12.01）→ 林金生 先生 （任期：70.12.01 - 73.06.01）
- 費　驊 先生 （任期：1978.06.01 - 1984.02.29）

### 俞國華內閣(民國73年6月1日 -)
- 高玉樹 先生 （任期：73.06.01 - 78.06.01）
- 張豐緒 先生 （任期：73.06.01 - 78.06.01）
- 周宏濤 先生 （任期：73.06.01 - 78.06.01）
- 趙耀東 先生 （任期：73.06.01 - 77.07.22）→ 沈君山 先生 （任期：77.07.22 - 78.06.01）
- 李國鼎 先生 （任期：73.06.01 - 77.07.22）→ 王友釗 先生 （任期：77.07.22 - 78.06.01）
- 馬紀壯 先生 （任期：73.06.01 - 75.01.10）→ 蕭天讚 先生 （任期：75.07.01 - 77.07.22）→ 黃昆輝 先生 （任期：77.07.22 - 78.06.01）
- 郭為藩 先生 （任期：73.06.01 - 77.07.26）→ 錢　復 先生 （任期：77.08.01 - 78.06.01）

## 總統李登輝時期

### 李煥內閣(1989年6月1日 -)
- 張豐緒 先生 （任期：78.06.01 - 79.06.01）
- 周宏濤 先生 （任期：78.06.01 - 79.06.01）
- 錢復 先生 （任期：78.06.01 - 79.06.01）
- 王友釗 先生 （任期：78.06.01 - 79.06.01）
- 黃昆輝 先生 （任期：78.06.01 - 79.06.01）
- 郭南宏 先生 （任期：78.06.01 - 79.06.01）
- 張劍寒 先生 （任期：78.06.01 - 79.06.01）

### 郝柏村內閣(1990年6月1日 -)
- 王昭明 先生 （任期：1990.06.01 - 1993.02.27）
- 郭婉容 女士 （任期：1990.06.01 - 1993.02.27）
- 吳伯雄 先生 （任期：1990.06.01 - 1991.06.01）→ 高銘輝 先生 （任期：1991.06.01 - 1993.02.27）
- 黃石城 先生 （任期：1990.06.01 - 1993.02.27）
- 黃昆輝 先生 （任期：1990.06.01 - 1993.02.27）
- 郭南宏 先生 （任期：1990.06.01 - 1993.02.27）
- 張劍寒 先生 （任期：1990.06.01 - 1992.06.05）→ 李模 先生 （任期：1992.10.01 - 1993.02.27）

### 連戰內閣(1993年2月27日 -)
- 郭婉容 女士 （任期：1993.02.27 - 1996.02.28）
- 王昭明 先生 （任期：1993.02.27 - 1996.02.28）
- 黃石城 先生 （任期：82.02.27 - 85.02.28）
- 夏漢民 先生 （任期：82.02.27 - 85.02.28）
- 蕭萬長 先生 （任期：82.02.27 - 84.12.01） （註：擔任立法委員）
- 黃昆輝 先生 （任期：82.02.27 - 83.12.15）→ 孫震 先生 （任期：83.12.15 - 85.02.28）
- 丘宏達 先生 （任期：82.02.27 - 83.02.25）→ 張京育 先生 （任期：1994.03.14 - 1996.02.28）

### 連戰內閣(改組後)(民國85年2月28日 -)
- 郭婉容 女士 （任期：1996.02.28 - 1997.09.01）→ 林振國 先生 （任期：85.06.10 - 86.09.01 ）
- 王昭明 先生 （任期：1996.02.28 - 1996.06.10 ）→ 涂德錡 先生 （任期：1996.06.10 - 1997.09.01 ）
- 孫　震 先生 （任期：1996.02.28 - 1996.06.10）→ 楊世緘 先生 （任期：1996.06.10 - 1997.09.01 ）
- 黃石城 先生 （任期：85.02.28 - 85.06.10 ）→ 蔡政文 先生 （任期：85.06.10 - 86.09.01 ）
- 夏漢民 先生 （任期：1996.02.28 - 1996.06.10 ）→ 葉金鳳 女士 （任期：1996.06.10 - 1997.05.15）→ 趙守博 先生 （任期：1997.05.15 - 1997.09.01 ）
- 張京育 先生 （任期：85.02.28 - 85.06.10 ）→ 馬英九 先生 （任期：85.06.10 - 86.05.15 ）→ 蘇　起 先生 （任期：86.05.15 - 86.09.01）

### 蕭萬長內閣(1997年9月1日 -)
- 黃大洲 先生 （任期：86.09.01 - 88.01.27）
- 楊世緘 先生 （任期：86.09.01 - 88.01.27）
- 陳健民 先生 （任期：86.09.01 - 88.01.27）
- 郭婉容 女士 （任期：86.09.01 - 88.01.27）
- 趙守博 先生 （任期：86.09.01 - 87.12.21）
- 林豐正 先生 （任期：86.09.01 - 87.04.01）→ 蔡兆陽 先生 （任期：87.04.01 - 88.01.27 ）
- 詹火生 先生 （任期：86.09.01 - 87.02.05）→ 江丙坤 先生 （任期：87.02.05 - 88.01.27 ）

### 蕭萬長內閣(改組後)(1999年1月27日 -)
- 郭婉容 女士 （任期：88.01.27 - 89.05.20）
- 江丙坤 先生 （任期：88.01.27 - 89.05.20）
- 蔡兆陽 先生 （任期：88.01.27 - 89.05.20）
- 黃大洲 先生 （任期：88.01.27 - 89.05.20）
- 楊世緘 先生 （任期：88.01.27 - 89.05.20）
- 陳健民 先生 （任期：88.01.27 - 89.05.20）
- 吳容明 先生 （任期：88.02.01 - 88.08.15）→ 鍾榮吉 先生 （任期：88.11.18 - 89.03.08）

## 總統陳水扁時期

### 唐飛內閣(民國89年5月20日 -)
- 林能白 先生 （任期：89.05.20 - 89.10.06）
- 黃榮村 先生 （任期：89.05.20 - 89.10.06）
- 陳錦煌 先生 （任期：89.05.20 - 89.10.06）
- 張有惠 先生 （任期：89.05.20 - 89.10.06）
- 蔡清彥 先生 （任期：89.05.20 - 89.10.06）
- 胡錦標 先生 （任期：89.05.20 - 89.10.06）

### 第一次張俊雄內閣(民國89年10月6日 -)
- 蔡清彥 先生 （任期：89.10.06 - 91.02.01）
- 鍾　琴 女士 （任期：89.10.06 - 91.02.01）
- 林能白 先生 （任期：89.10.06 - 91.02.01）
- 黃榮村 先生 （任期：89.10.06 - 91.02.01）
- 陳錦煌 先生 （任期：89.10.06 - 91.02.01）
- 胡錦標 先生 （任期：89.10.06 - 90.03.07）→ 胡勝正 先生 （任期：90.03.07 - 91.02.01）
- 張有惠 先生 （任期：89.10.06 - 90.04.12）→ 許志雄 先生 （任期：90.06.11 - 91.02.01）

### 游錫堃內閣(民國91年2月1日 -)
- 蔡清彥 先生 （任期：91.02.01 - 93.05.20）
- 胡勝正 先生 （任期：91.02.01 - 93.05.20）
- 林盛豐 先生 （任期：91.02.01 - 93.05.20）
- 郭瑤琪 女士 （任期：91.02.01 - 93.05.20）
- 陳其南 先生 （任期：91.02.01 - 93.05.20）
- 邱義仁 先生 （任期：91.02.01 - 91.03.15）→ 葉俊榮 先生 （任期：91.05.01 - 93.05.20）
- 黃輝珍 先生 （任期：91.02.01 - 92.07.01）→ 葉國興 先生 （任期：92.07.01 - 93.05.20）

### 游錫堃內閣(改組後)(民國93年5月20日 -)
- 胡勝正 先生 （任期：93.05.20 - 94.02.01）
- 傅立葉 女士 （任期：93.05.20 - 94.02.01）
- 林盛豐 先生 （任期：93.05.20 - 94.02.01）
- 郭瑤琪 女士 （任期：93.05.20 - 94.02.01）
- 陳其邁 先生 （任期：93.05.20 - 94.02.01）
- 林義夫 先生 （任期：93.05.20 - 94.01.31）
- 林逢慶 先生 （任期：93.05.20 - 94.02.01）

### 謝長廷內閣(2005年2月1日 -)
- 胡勝正 先生 （任期：94.02.01 - 95.01.16
- 傅立葉 女士 （任期：94.02.01 - 95.01.16）
- 林盛豐 先生 （任期：94.02.01 - 95.01.16）
- 郭瑤琪 女士 （任期：94.02.01 - 95.01.16）
- 林逢慶 先生 （任期：94.02.01 - 95.01.16）
- 卓榮泰 先生 （任期：94.02.01 - 94.09.19）→ 李應元 先生 （任期：94.09.19 - 95.01.16）

### 第一次蘇貞昌內閣(民國95年1月16日 -)
- 胡勝正 先生 （任期：95.01.16 - 95.07.04）→ 呂桔誠 先生 （任期：95.07.04 - 95.09.01）→ 胡勝正 先生 （任期：95.10.05 - 96.01.30）
- 傅立葉 女士 （任期：94.02.01 - 95.05.20）→ 林萬億 先生 （任期：95.05.20 - 96.05.21）
- 林盛豐 先生 （任期：95.01.16 - 95.01.25）→ 何美玥 女士 （任期：95.01.25 - 96.05.21）
- 郭瑤琪 女士 （任期：95.01.16 - 95.01.25）→ 吳澤成 先生 （任期：95.01.25 - 96.05.21）
- 林逢慶 先生 （任期：95.01.16 - 96.05.21）
- 李應元 先生 （任期：95.01.16 - 95.01.25）→  吳豐山 先生 （任期：95.01.25 - 96.05.21）
- 林錫耀 先生 （任期：95.01.25 - 96.05.21）

### 第二次張俊雄內閣(民國96年5月21日 -)
- 林錦昌 先生 （任期：96.07.16 - 97.02.01）→ 劉世芳 女士 （任期：97.02.01 - 97.05.20）
- 黃輝珍 先生 （任期：96.05.21 - 97.05.20）
- 劉玉山 先生 （任期：96.05.21 - 97.05.20）
- 何美玥 女士 （任期：96.06.12 - 97.05.20）
- 吳澤成 先生 （任期：96.05.21 - 97.05.20）
- 林錫耀 先生 （任期：96.05.21 - 97.05.20）
- 林逢慶 先生 （任期：96.05.21 - 97.05.20）

## 總統馬英九時期

### 劉兆玄內閣(民國97年5月20日 -)
- 蔡勳雄 先生 （任期：97.05.20 - 99.02.24）（註：2月25日起專任經建會主委）
- 陳添枝 先生 （任期：97.05.20 - 98.09.10）
- 朱雲鵬 先生 （任期：97.05.20 - 98.04.28）（註：因事辭去政務委員一職）
- 曾志朗 先生 （任期：97.05.20 - 98.09.10）
- 張進福 先生 （任期：97.05.20 - 98.09.10）
- 高思博 先生 （任期：97.05.20 - 98.09.10）
- 范良銹 先生 （任期：97.05.20 - 98.09.10）
- 薛承泰 先生 （任期：98.02.16 - 98.09.10）

### 吳敦義內閣(民國98年9月10日 -)
- 曾志朗 先生 （任期：98.09.10 - 101.02.06）
- 張進福 先生 （任期：98.09.10 - 101.02.06）
- 高思博 先生 （任期：98.09.10 - 100.02.11）→羅瑩雪 女士 （任期：100.02.09 - 101.02.06）
- 范良銹 先生 （任期：98.09.10 - 100.04.01）
- 薛承泰 先生 （任期：98.09.10 - 101.02.06）
- 梁啟源 先生 （任期：98.09.10 - 100.03.01）→朱敬一 先生 （任期：100.03.01 - 101.02.06）
- 林政則 先生 （任期：98.09.10 - 101.02.06）
- 尹啟銘 先生 （任期：98.11.16 - 100.11.28）

### 陳冲內閣(民國101年2月6日 -)
- 管中閔 先生 （任期：101.02.06 - 102.02.18）
- 薛承泰 先生 （任期：101.02.06 - 102.02.18）
- 張進福 先生 （任期：101.02.06 - 101.05.20）→尹啟銘 先生 （任期：101.05.20 - 102.02.18）
- 黃光男 先生 （任期：101.02.06 - 102.02.18）
- 張善政 先生 （任期：101.02.06 - 102.02.18）
- 楊秋興 先生 （任期：101.02.06 - 102.02.18）
- 羅瑩雪 女士 （任期：101.02.06 - 102.02.18）
- 林政則 先生 （任期：101.02.06 - 102.02.18）
- 陳振川 先生 （任期：101.02.06 - 102.02.18）

### 江宜樺內閣(民國102年2月18日 -)
- 陳士魁 先生 （任期：102.02.18 - 102.07.31）→馮　燕 女士（任期：102.08.01 - 103.12.08）
- 管中閔 先生 （任期：102.02.18 - 103.12.08）
- 薛　琦 先生 （任期：102.02.18 - 103.03.02）→鄧振中 先生（任期：103.03.03[1] - 103.12.08）
- 黃光男 先生 （任期：102.02.18 - 103.02.28）→簡太郎 先生（任期：103.03.03[1] - 103.12.08）
- 張善政 先生 （任期：102.02.18 - 103.03.02）→蔣丙煌 先生（任期：103.03.03[1] - 103.10.07[a]）
- 楊秋興 先生 （任期：102.02.18 - 103.12.08）
- 羅瑩雪 女士 （任期：102.02.18 - 102.09.29）→蔡玉玲 女士（任期：102.10.22 - 103.12.08）
- 林政則 先生 （任期：102.02.18 - 103.12.08）
- 陳振川 先生 （任期：102.02.18 - 102.07.31）→陳希舜 先生（任期：102.10.22 - 103.04.24）→許俊逸 先生（任期：103.07.02 - 103.12.08）

### 毛治國內閣(民國103年12月8日 -)
- 馮　燕 女士 （任期：103.12.08 -105.05.19  ）
- 管中閔 先生 （任期：103.12.08 - 104.02.04）
- 蔡玉玲 女士 （任期：103.12.08 -105.05.19   ）
- 林政則 先生 （任期：103.12.08 -105.05.19   ）
- 許俊逸 先生 （任期：103.12.08 -105.05.19   ）
- 杜紫軍 先生 （任期：103.12.08 -105.05.19   ）
- 葉欣誠 先生 （任期：103.12.08 -105.05.19   ）
- 顏鴻森 先生 （任期：104.02.05 -105.05.19   ）
- 蕭家淇 先生 （任期：104.02.26 -105.05.19   ）

### 張善政內閣(2016年2月1日 -)
- 林祖嘉  （任期：105.02.01 -105.05.19   ）
- 鐘嘉德  （任期：105.02.01 -105.05.19   ）

## 總統蔡英文時期

### 林全內閣(民國105年5月20日 - 106年9月7日)
- 施俊吉（2016年5月20日－2016年6月24日）
- 林美珠（2016年5月20日－2017年2月7日）
- 陳添枝（2016年5月20日－2017年9月7日 ）
- 吳宏謀（2016年5月20日－2017年9月7日 ）
- 張景森（2016年5月20日－2017年9月7日 ）
- 許璋瑤（2016年5月20日－2017年9月7日 ）
- 林萬億（2016年5月20日－2017年9月7日）
- 吳政忠（2016年5月20日－2017年9月7日 ）
- 鄧振中（2016年8月9日－2017年9月7日 ）
- 唐鳳（2016年10月1日－2017年9月7日 ）

### 賴清德內閣(民國106年9月8日 - 108年1月13日)
- 許璋瑤（2017年9月8日－2017年11月6日 ）→吳澤成（2017年11月6日－2019年1月13日 ）
- 吳宏謀（2017年9月8日－2017年11月23日 ）
- 張景森（2017年9月8日－2019年1月13日 ）
- 林萬億（2017年9月8日－2019年1月13日 ）
- 吳政忠（2017年9月8日－2019年1月13日 ）
- 鄧振中（2017年9月8日－2019年1月13日 ）
- 唐鳳（2017年9月8日－2019年1月13日 ）
- 陳美伶（2017年9月8日－2019年1月13日 ）
- 羅秉成（2017年9月20日－2019年1月13日 ）
- 徐國勇（2017年12月25日－2018年7月15日 ）

### 第二次蘇貞昌內閣(民國108年1月14日 -民國112年1月30日)
- 林萬億（2019年1月14日－2023年1月30日）
- 張景森（2019年1月14日－2023年1月30日）
- 吳政忠（2019年1月14日－2020年5月19日、2022年7月27日－2023年1月30日）
- 鄧振中（2019年1月14日－2023年1月30日）
- 唐鳳（2019年1月14日－2022年8月26日）
- 陳美伶（2019年1月14日－2020年5月19日）→黃致達（2020年5月20日－2023年1月30日）
- 羅秉成（2019年1月14日－2023年1月30日）
- 吳澤成（2019年1月14日－2023年1月30日）
- 龔明鑫（2019年1月14日－2023年1月30日）
- 郭耀煌（2020年10月5日－2022年5月31日）

### 陳建仁內閣(民國112年1月31日－民國113年5月19日)
- 林萬億（2023年1月31日－2024年5月19日）
- 張景森（2023年1月31日－2024年5月19日）
- 鄧振中（2023年1月31日－2024年5月19日）
- 羅秉成（2023年1月31日－2024年5月19日）
- 吳澤成（2023年1月31日－2024年5月19日）
- 龔明鑫（2023年1月31日－2024年5月19日）
- 吳政忠（2023年1月31日－2024年5月19日）
- 李永得（2023年1月31日－2023年6月30日）
- 黃致達（2023年1月31日－2023年7月7日）
- 張子敬（2023年8月22日－2024年5月19日）

## 總統賴清德時期

### 卓榮泰內閣(2024年5月20日 - )
- 陳金德 (2024年5月20日-)
- 吳誠文 (2024年5月20日-)
- 劉鏡清 (2024年5月20日-)
- 史哲 (2024年5月20日-2025年6月12日)
- 陳時中 (2024年5月20日-)
- 楊珍妮 (2024年5月20日-)
- 林明昕 (2024年5月20日-)
- 季連成 (2024年5月20日-)
- 馬永成 (2024年12月20日-)

## 外部連結
- 行政院全球資訊網-政務委員（页面存档备份，存于）
- 行政院全球資訊網-政務委員法案審查分工表（页面存档备份，存于）